# Enes Ünal
Enes Ünal (Osmangazi, 10 maggio 1997) è un calciatore turco, attaccante del Bournemouth e della nazionale turca.

## Caratteristiche
Nonostante l'elevata statura, è un centravanti veloce e abile nel dribbling.

## Carriera

### Club
Calcisticamente cresciuto nel settore giovanile del Bursaspor, ha esordito in prima squadra il 25 agosto 2013, nel pareggio per 1-1 contro il Galatasaray, trovando immediatamente il gol; con la maglia bianco-verde ha totalizzato sette reti in cinquantaquattro partite ufficiali.
Tra il 2015 e il 2017 ha giocato in prestito nei belgi del Genk, negli olandesi del Breda e negli olandesi del Twente
Il 30 giugno 2017 è stato acquistato dagli spagnoli del Villarreal, che lo hanno girato in prestito al Levante.
Il 5 luglio 2018 è stato acquistato dagli spagnoli del Valladolid.
Il 12 agosto 2020 è stato acquistato dagli spagnoli del Getafe.
Il 31 gennaio 2024 è stato acquistato dagli inglesi del Bournemouth.

### Nazionale
Il 31 marzo 2015 ha esordito con la nazionale turca, subentrando ad Olcay Şahan nell'amichevole vinta per 2-1 contro il Lussemburgo.
Il 17 novembre 2019 ha realizzato una doppietta nel match di qualificazione al campionato europeo vinto per 2-0 contro l'Andorra.

## Statistiche

### Presenze e reti nei club
Statistiche aggiornate al 1º gennaio 2025.
| Stagione           | Squadra            | Campionato         | Campionato | Campionato | Coppe nazionali | Coppe nazionali | Coppe nazionali | Coppe continentali | Coppe continentali | Coppe continentali | Altre coppe | Altre coppe | Altre coppe | Totale | Totale |
| Stagione           | Squadra            | Comp               | Pres       | Reti       | Comp            | Pres            | Reti            | Comp               | Pres               | Reti               | Comp        | Pres        | Reti        | Pres   | Reti   |
| ------------------ | ------------------ | ------------------ | ---------- | ---------- | --------------- | --------------- | --------------- | ------------------ | ------------------ | ------------------ | ----------- | ----------- | ----------- | ------ | ------ |
| 2013-2014          | Bursaspor          | SL                 | 16         | 3          | CT              | 5               | 3               | UEL                | 2                  | 0                  | -           | -           | -           | 23     | 6      |
| 2014-2015          | Bursaspor          | SL                 | 19         | 1          | CT              | 10              | 0               | UEL                | 2                  | 0                  | -           | -           | -           | 31     | 1      |
| Totale Bursaspor   | Totale Bursaspor   | Totale Bursaspor   | 35         | 4          |                 | 15              | 3               |                    | 4                  | 0                  |             | 0           | 0           | 54     | 7      |
| 2015-gen. 2016     | Genk               | 1D                 | 12         | 1          | CB              | 2               | 1               | -                  | -                  | -                  | -           | -           | -           | 14     | 2      |
| gen.-giu. 2016     | Breda              | ED                 | 11         | 8          | CO              | 0               | 0               | -                  | -                  | -                  | PO          | 3           | 0           | 14     | 8      |
| 2016-2017          | Twente             | ED                 | 32         | 18         | CO              | 1               | 1               | -                  | -                  | -                  | -           | -           | -           | 33     | 19     |
| 2017-gen. 2018     | Villarreal         | PD                 | 23         | 5          | CS              | 3               | 0               | UEL                | 5                  | 0                  | -           | -           | -           | 31     | 5      |
| gen.-giu. 2018     | Levante            | PD                 | 7          | 1          | CS              | 0               | 0               | -                  | -                  | -                  | -           | -           | -           | 7      | 1      |
| 2018-2019          | Valladolid         | PD                 | 33         | 6          | CS              | 1               | 0               | -                  | -                  | -                  | -           | -           | -           | 34     | 6      |
| 2019-2020          | Valladolid         | PD                 | 35         | 6          | CS              | 2               | 2               | -                  | -                  | -                  | -           | -           | -           | 37     | 8      |
| Totale Valladolid  | Totale Valladolid  | Totale Valladolid  | 68         | 12         |                 | 3               | 2               |                    | 0                  | 0                  |             | 0           | 0           | 71     | 14     |
| 2020-2021          | Getafe             | PD                 | 28         | 4          | CS              | 1               | 1               | -                  | -                  | -                  | -           | -           | -           | 29     | 5      |
| 2021-2022          | Getafe             | PD                 | 37         | 16         | CS              | 0               | 0               | -                  | -                  | -                  | -           | -           | -           | 37     | 16     |
| 2022-2023          | Getafe             | PD                 | 35         | 14         | CS              | 3               | 1               | -                  | -                  | -                  | -           | -           | -           | 38     | 15     |
| 2023-gen.2024      | Getafe             | PD                 | 3          | 0          | CS              | 2               | 0               | -                  | -                  | -                  | -           | -           | -           | 5      | 0      |
| Totale Getafe      | Totale Getafe      | Totale Getafe      | 103        | 34         |                 | 5               | 2               |                    | 0                  | 0                  |             | 0           | 0           | 109    | 36     |
| gen.-giu. 2024     | Bournemouth        | PL                 | 16         | 2          | FACup+CdL       | 1+0             | 0+0             | -                  | -                  | -                  | -           | -           | -           | 17     | 2      |
| 2024-2025          | Bournemouth        | PL                 | 16         | 2          | FACup+CdL       | 0+0             | 0+0             | -                  | -                  | -                  | -           | -           | -           | 16     | 2      |
| Totale Bournemouth | Totale Bournemouth | Totale Bournemouth | 32         | 4          |                 | 1               | 0               |                    | -                  | -                  |             | -           | -           | 33     | 4      |
| Totale carriera    | Totale carriera    | Totale carriera    | 321        | 87         |                 | 31              | 9               |                    | 9                  | 0                  |             | 3           | 0           | 363    | 96     |

### Presenze e reti in nazionale
| Cronologia completa delle presenze e delle reti in nazionale ― Turchia | Cronologia completa delle presenze e delle reti in nazionale ― Turchia | Cronologia completa delle presenze e delle reti in nazionale ― Turchia | Cronologia completa delle presenze e delle reti in nazionale ― Turchia | Cronologia completa delle presenze e delle reti in nazionale ― Turchia | Cronologia completa delle presenze e delle reti in nazionale ― Turchia | Cronologia completa delle presenze e delle reti in nazionale ― Turchia | Cronologia completa delle presenze e delle reti in nazionale ― Turchia |
| Data                                                                   | Città                                                                  | In casa                                                                | Risultato                                                              | Ospiti                                                                 | Competizione                                                           | Reti                                                                   | Note                                                                   |
| ---------------------------------------------------------------------- | ---------------------------------------------------------------------- | ---------------------------------------------------------------------- | ---------------------------------------------------------------------- | ---------------------------------------------------------------------- | ---------------------------------------------------------------------- | ---------------------------------------------------------------------- | ---------------------------------------------------------------------- |
| 31-3-2015                                                              | Lussemburgo                                                            | Lussemburgo                                                            | 1 – 2                                                                  | Turchia                                                                | Amichevole                                                             | -                                                                      | 58’                                                                    |
| 31-8-2016                                                              | Antalya                                                                | Turchia                                                                | 0 – 0                                                                  | Russia                                                                 | Amichevole                                                             | -                                                                      | 61’                                                                    |
| 6-10-2016                                                              | Konya                                                                  | Turchia                                                                | 2 – 2                                                                  | Ucraina                                                                | Qual. Mondiali 2018                                                    | -                                                                      | 45’                                                                    |
| 24-3-2017                                                              | Antalya                                                                | Turchia                                                                | 2 – 0                                                                  | Finlandia                                                              | Qual. Mondiali 2018                                                    | -                                                                      | 84’                                                                    |
| 27-3-2017                                                              | Karasu                                                                 | Turchia                                                                | 3 – 1                                                                  | Moldavia                                                               | Amichevole                                                             | -                                                                      | 76’                                                                    |
| 5-6-2017                                                               | Skopje                                                                 | Macedonia del Nord                                                     | 0 – 0                                                                  | Turchia                                                                | Amichevole                                                             | -                                                                      | 45’                                                                    |
| 13-11-2017                                                             | Antalya                                                                | Turchia                                                                | 2 – 3                                                                  | Albania                                                                | Amichevole                                                             | -                                                                      | 71’                                                                    |
| 23-3-2018                                                              | Antalya                                                                | Turchia                                                                | 1 – 0                                                                  | Irlanda                                                                | Amichevole                                                             | -                                                                      | 64’                                                                    |
| 27-3-2018                                                              | Podgorica                                                              | Montenegro                                                             | 2 – 2                                                                  | Turchia                                                                | Amichevole                                                             | -                                                                      | 76’                                                                    |
| 11-10-2018                                                             | Rize                                                                   | Turchia                                                                | 0 – 0                                                                  | Bosnia ed Erzegovina                                                   | Amichevole                                                             | -                                                                      | 45’                                                                    |
| 20-11-2018                                                             | Antalya                                                                | Turchia                                                                | 0 – 0                                                                  | Ucraina                                                                | Amichevole                                                             | -                                                                      | 45’                                                                    |
| 2-6-2019                                                               | Antalya                                                                | Turchia                                                                | 2 – 0                                                                  | Uzbekistan                                                             | Amichevole                                                             | -                                                                      | 66’                                                                    |
| 17-11-2019                                                             | Andorra La Vella                                                       | Andorra                                                                | 0 – 2                                                                  | Turchia                                                                | Qual. Euro 2020                                                        | 2                                                                      |                                                                        |
| 6-9-2020                                                               | Belgrado                                                               | Serbia                                                                 | 0 – 0                                                                  | Turchia                                                                | UEFA Nations League 2020-2021 - 1º turno                               | -                                                                      | 78’                                                                    |
| 7-10-2020                                                              | Colonia                                                                | Germania                                                               | 3 – 3                                                                  | Turchia                                                                | Amichevole                                                             | -                                                                      | 85’                                                                    |
| 11-10-2020                                                             | Mosca                                                                  | Russia                                                                 | 1 – 1                                                                  | Turchia                                                                | UEFA Nations League 2020-2021 - 1º turno                               | -                                                                      | 90’                                                                    |
| 11-11-2020                                                             | Istanbul                                                               | Turchia                                                                | 3 – 3                                                                  | Croazia                                                                | Amichevole                                                             | -                                                                      | 63’                                                                    |
| 24-3-2021                                                              | Istanbul                                                               | Turchia                                                                | 4 – 2                                                                  | Paesi Bassi                                                            | Qual. Mondiali 2022                                                    | -                                                                      | 78’                                                                    |
| 27-3-2021                                                              | Malaga                                                                 | Norvegia                                                               | 0 – 3                                                                  | Turchia                                                                | Qual. Mondiali 2022                                                    | -                                                                      | 72’                                                                    |
| 30-3-2021                                                              | Istanbul                                                               | Turchia                                                                | 3 – 3                                                                  | Lettonia                                                               | Qual. Mondiali 2022                                                    | -                                                                      | 73’ 89’                                                                |
| 27-5-2021                                                              | Alanya                                                                 | Turchia                                                                | 2 – 1                                                                  | Azerbaigian                                                            | Amichevole                                                             | -                                                                      | 67’                                                                    |
| 31-5-2021                                                              | Antalya                                                                | Turchia                                                                | 0 – 0                                                                  | Guinea                                                                 | Amichevole                                                             | -                                                                      | 65’                                                                    |
| 1-9-2021                                                               | Istanbul                                                               | Turchia                                                                | 2 – 2                                                                  | Montenegro                                                             | Qual. Mondiali 2022                                                    | -                                                                      | 82’                                                                    |
| 4-9-2021                                                               | Gibilterra                                                             | Gibilterra                                                             | 0 – 3                                                                  | Turchia                                                                | Qual. Mondiali 2022                                                    | -                                                                      | 45’                                                                    |
| 24-3-2022                                                              | Oporto                                                                 | Portogallo                                                             | 3 – 1                                                                  | Turchia                                                                | Qual. Mondiali 2022                                                    | -                                                                      | 66’                                                                    |
| 29-3-2022                                                              | Konya                                                                  | Turchia                                                                | 2 – 3                                                                  | Italia                                                                 | Amichevole                                                             | -                                                                      | 78’                                                                    |
| 4-6-2022                                                               | Istanbul                                                               | Turchia                                                                | 4 – 0                                                                  | Fær Øer                                                                | UEFA Nations League 2022-2023 - 1º turno                               | -                                                                      |                                                                        |
| 22-9-2022                                                              | Istanbul                                                               | Turchia                                                                | 3 – 3                                                                  | Lussemburgo                                                            | UEFA Nations League 2022-2023 - 1º turno                               | -                                                                      |                                                                        |
| 16-11-2022                                                             | Diyarbakir                                                             | Turchia                                                                | 2 – 1                                                                  | Scozia                                                                 | Amichevole                                                             | -                                                                      | 69’                                                                    |
| 19-11-2022                                                             | Gaziantep                                                              | Turchia                                                                | 2 – 1                                                                  | Rep. Ceca                                                              | Amichevole                                                             | 1                                                                      | 68’                                                                    |
| 25-3-2023                                                              | Erevan                                                                 | Armenia                                                                | 1 – 2                                                                  | Turchia                                                                | Qual. Euro 2024                                                        | -                                                                      | 85’                                                                    |
| 28-3-2023                                                              | Bursa                                                                  | Turchia                                                                | 0 – 2                                                                  | Croazia                                                                | Qual. Euro 2024                                                        | -                                                                      | 81’                                                                    |
| 22-3-2024                                                              | Budapest                                                               | Ungheria                                                               | 1 – 0                                                                  | Turchia                                                                | Amichevole                                                             | -                                                                      | 61’                                                                    |
| 16-11-2024                                                             | Kayseri                                                                | Turchia                                                                | 0 – 0                                                                  | Galles                                                                 | UEFA Nations League 2024-2025 - 1º turno                               | -                                                                      | 65’                                                                    |
| Totale                                                                 |                                                                        | Presenze                                                               | 34                                                                     |                                                                        | Reti                                                                   | 3                                                                      |                                                                        |